# Elizabeth Greenleaf Pattee
Elizabeth Greenleaf Pattee (* 1893 in Quincy, Massachusetts; † 27. Februar 1991 in Hightstown, New Jersey) war eine US-amerikanische Architektin, Landschaftsarchitektin und Professorin für Architektur im Nordosten der Vereinigten Staaten.

## Leben
Pattee entstammte einer alten Neuengland-Familie. Pattee erhielt ihren Bachelor-Abschluss in Architektur am Massachusetts Institute of Technology im Jahr 1916 mit einer Arbeit zum Thema „Entwurf einer Tagesschule für Mädchen“. Die nächsten zwei Jahre verbrachte sie in Groton, Massachusetts, an der Lowthorpe School of Landscape Architecture for Women und erhielt ihr Diplom um 1918.
1950 heiratete Pattee den Landschaftsarchitekten und Stadtplaner Arthur Coleman Comey, der aber bereits vier Jahre später starb.
Pattees berufliche Laufbahn erstreckte sich über fünf Jahrzehnte. Schon früh arbeitete sie für mehrere Architekten, bevor sie sich selbstständig machte, unter anderem für die Firma Stone and Webster (1919–21) und Lois Howe oder Eleanor Manning. Im Jahr 1922 eröffnete sie zusammen mit der Landschaftsarchitektin Constance E. Peters ihr eigenes Büro in Boston. Pattee und Peters arbeiteten bis in die 1940er Jahre zusammen und konzentrierten sich bei ihrer Arbeit auf Landschaftsgestaltung, die praktisch war und den gesamten Standort berücksichtigte. Einer ihrer ersten Aufträge war Killian Court, ein wichtiger öffentlicher Platz auf dem Campus des MIT und Teil eines größeren Entwurfs, der später von Mabel Keyes Babcock erweitert wurde. Weitere Aufträge waren die Gärten des Hauptsitzes der Colonial Dames of America in Connecticut und die Gärten des Kimball-Jenkins Estate (1929) in New Hampshire, das heute eine Kunstschule ist.
Pattee unterrichtete über zwanzig Jahre lang an der Lowthorpe School, wobei sie zeitweise als stellvertretende Schulleiterin fungierte. Von 1945 bis 1963 war sie Dozentin an der Rhode Island School of Design (die 1945 die Lowthorpe School aufnahm) und leitete in zwei Perioden (1946–52, 1955–59) die Abteilung für Landschaftsarchitektur.
Pattee schrieb gelegentlich Artikel über Landschaftsgestaltung für Landscape Architecture und andere Zeitschriften.
Pattee wurde 1933 Fellow des American Institute of Architects und war 1964 Gründungsmitglied des New Jersey Chapter der American Society of Landscape Architects (und die einzige Frau unter den Gründern).  Sie war auch Mitglied der International Federation of Landscape Architects, in die sie 1961 gewählt wurde.
Pattee zog sich nach Hightstown, New Jersey, zurück und starb dort 1991.